# لويس أندريس إدو
لويس أندريس إدو (بالإسبانية: Luís Andrés Edo)‏ هو نقابي إسباني، ولد في 7 نوفمبر 1925 في كاسبي في إسبانيا، وتوفي في 14 فبراير 2009 في برشلونة في إسبانيا.